# 쇼몽 조약

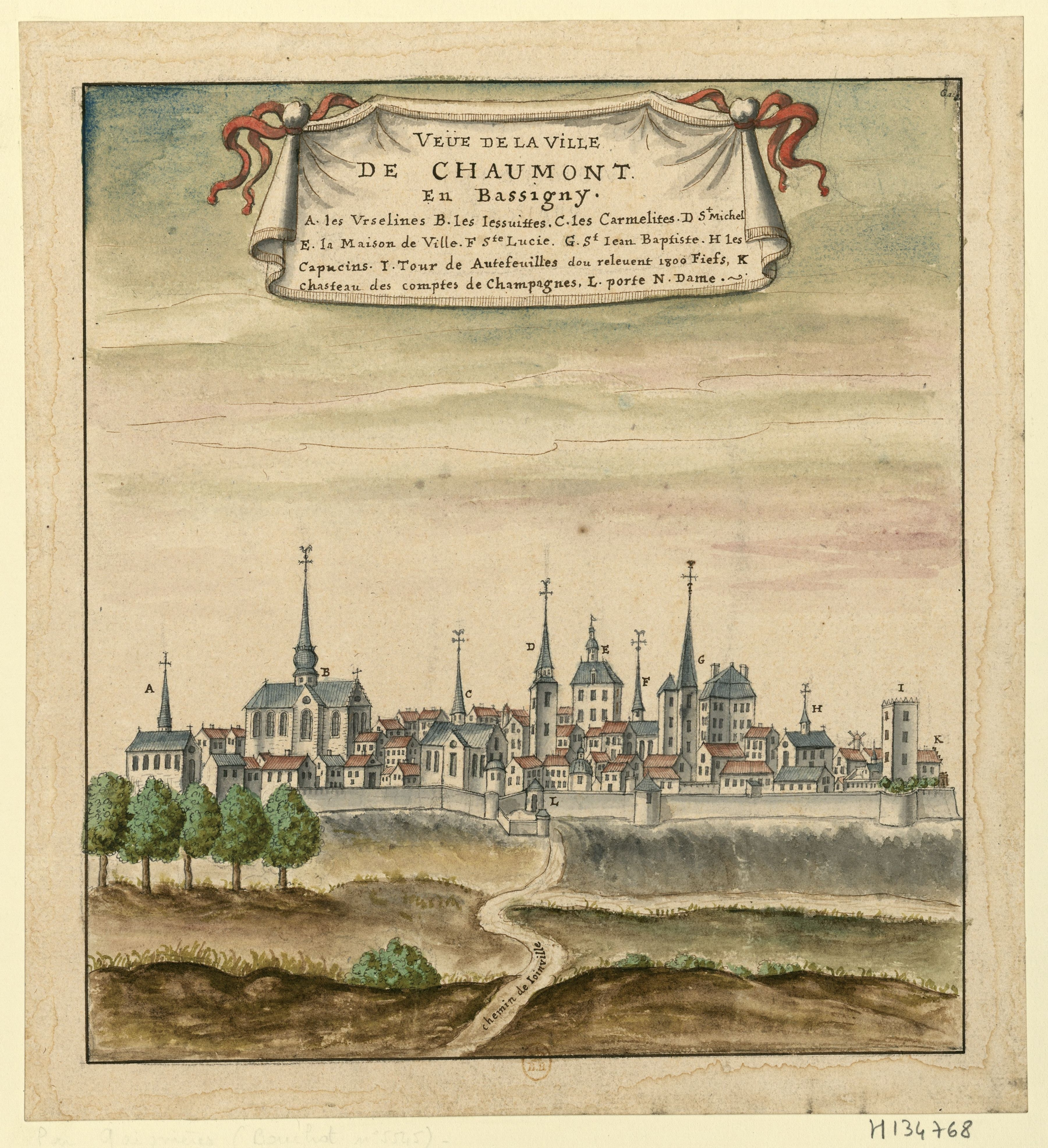

쇼몽 조약(Treaty of Chaumont)은 1814년에 맺어진 나폴레옹 전쟁의 최후 승전국인 영국, 러시아, 오스트리아, 프로이센 간의 종전조약이다.

## 과정
- 1814년 2월, 나폴레옹 전쟁 말기 6개 연합국 중 강대국인 영국, 러시아 제국, 오스트리아 제국, 프로이센 왕국 4개국은 프랑스의 쇼몽(Chaumont)에서 회의를 열기로 합의하였다.
- 1814년 3월 1일~19일, 실제 회의가 진행되었다.
- 1814년 3월 19일, 알렉산드르 1세, 프란츠 2세, 프리드리히 빌헬름 3세, 영국 외무장관 캐슬레이 경은 종전조약에 서명했다.

## 내용

### 의의
- 나폴레옹 전쟁 후 유럽질서의 재확인
- 승전 4개국 간의 결속 재확인
- 유럽 평화를 위한 협조와 균형의 원칙 견지

### 합의 내용
- 항구적 대 프랑스 동맹 구상
- 전통적 영국의 외교정책 견지
- 오스트리아령 네덜란드와 벨기에의 통합
- 라인란트의 프로이센 영토 확대
- 스위스의 독립 (스위스의 영구중립이 아님)
- 아비뇽의 교황령화

## 같이 보기
- 신성 동맹 (1815년)
- 유럽 협조